# Armando González (Fußballspieler, 1968)
Luis Armando González Bejarano (* 16. November 1968 in Aguascalientes, Aguascalientes) ist ein ehemaliger mexikanischer Fußballspieler auf der Position eines Stürmers.
Armando González begann seine Laufbahn als Fußballprofi beim Club Deportivo Guadalajara, für den er von 1988 bis mindestens 1993 unter Vertrag stand.
Zwischen 1995 und 1998 spielte González jeweils eine Saison bei den UAG Tecos, Deportivo Toluca und den Tiburones Rojos Veracruz, bevor er bei Atlético Celaya wieder eine langjährige Station fand. 